# ボーイズ'ン・ザ・フッド
『ボーイズ'ン・ザ・フッド』（原題: Boyz n the Hood）は、1991年のアメリカ合衆国の映画。ジョン・シングルトン監督・脚本。

## あらすじ
ロサンゼルスのサウス・セントラル地区にトレという少年がいた。彼は朝、学校に行くときに死体を見つけるが、いつも通り学校に行く。しかし、トレは学校で問題を起こし、そのせいで母親から「あなたとはもう無理、パパのところに行って」と言い放たれ、父親のもとへ行くことになる。そこにはアメフト好きのリッキーとその兄のダウボーイがいた。父親はトレに対して少し厳しく、時に優しく当たり、順調な生活を送る。しかし、トレはリッキーとダウボーイ、その悪友たちと出掛けた時、途中でリッキーのボールがギャングのメンバーに奪われる。激昂したダウボーイはボールを取り返そうとするが、軽くあしらわれ、ボールは取られてしまう。だが、1人のギャングがボールを仲間から奪い、トレに返す。そして、ダウボーイと悪友は買い物に行くと言い、トレはスーパーに行くリッキーと家に帰り、元軍人の父と釣りに行く。その後トレが家に帰ると、ダウボーイと悪友が捕まっており、リッキーによると物を盗んだらしい。
数年後、立派に成長し服屋で働いているトレ、ギャングになったダウボーイとその悪友、そして大学からアメフトの推薦が来たリッキー。順調だと思っていた3人に現実が突きつけられる。

## キャスト
※括弧内は日本語吹替
- トレ・スタイルズ - キューバ・グッディング・Jr（塩屋翼）
- リッキー・ベイカー - モリス・チェストナット（山寺宏一）
- ダウボーイ - アイス・キューブ（安西正弘）

リッキーの兄。1963年型のシボレー・インパラのローライダー乗っている。
- ブランディ - ニア・ロング（佐々木優子）
- フューリアス・スタイルズ - ラリー・フィッシュバーン（池田勝）
- リーヴァ・スタイルズ - アンジェラ・バセット（弥永和子）
- ベイカー夫人 - ティラ・フェレル（井上瑤）
- 10歳のトレ - デジ・アーネス・ハインズ2世（坂本千夏）

## 評価
Rotten Tomatoesでの評論家支持率は49件のレビューで96%、平均点8.3/10となっている。Metacriticでの加重平均値は18件のレビューで73/100となった。

### 受賞とノミネート
| 賞                           | 部門                     | 候補                        | 結果       |
| ---------------------------- | ------------------------ | --------------------------- | ---------- |
| アカデミー賞                 | 監督賞                   | ジョン・シングルトン        | ノミネート |
| アカデミー賞                 | 脚本賞                   | ジョン・シングルトン        | ノミネート |
| ロサンゼルス映画批評家協会賞 | ニュージェネレーション賞 | ジョン・シングルトン        | 受賞       |
| ニューヨーク映画批評家協会賞 | 新人監督賞               | ジョン・シングルトン        | 受賞       |
| MTVムービー・アワード        | 作品賞                   | 『ボーイズ'ン・ザ・フッド』 | ノミネート |
| MTVムービー・アワード        | 新人監督賞               | ジョン・シングルトン        | ノミネート |